# إيلينا كاغان
ايلينا كاغان (بالإنجليزية: Elena Kagan) هي محامية، وقاضية في المحكمة العليا الأمريكية منذ العام 2010، كما أنها شغلت منصب عميد كلية هارفارد للقانون من العام 2003 وحتى العام 2009. تولت كاغان منصبا كقاضٍ في المحكمة العليا بعد ترشيح الرئيس باراك أوباما لها وتعيين مجلس الشيوخ الأميركي لها. كاغان هي رابع امرأة تشغل منصب قاضٍ في المحكمة العليا.

## التعليم

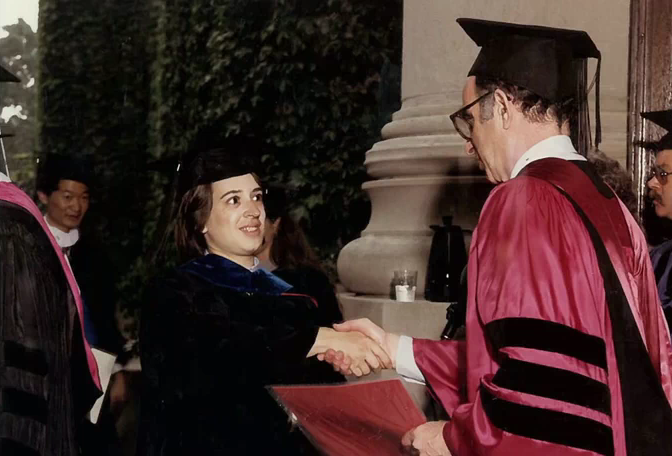
إيلينا كاغان تحصل على شهادتها من كلية الحقوق بجامعة هارفارد في عام 1986.

التحقت كاغان بمدرسة هانتر كوليج الثانوية، حيث كانت والدتها تُدرس. تتمتع المدرسة بسمعة طيبة باعتبارها واحدة من أفضل المؤسسات التعليمية للفتيات، وجذبت الطلاب من جميع أنحاء مدينة نيويورك. برزت كاغان كواحدة من أكثر الطلاب تميزاً في المدرسة. انتُخبت رئيسة للهيئة الطلابية وعملت في اللجنة الاستشارية للطلاب وأعضاء الهيئة التدريسية. التحقت كاغان بعد التخرج بجامعة برينستون، حيث حصلت على بكالوريوس الآداب بامتياز مع مرتبة الشرف الأولى في علم التاريخ عام 1981. كانت تنجذب بشكل خاص إلى التاريخ الأمريكي وكتبت أطروحة تحت إشراف المؤرخ شون ويلنتز بعنوان «الصراع النهائي: الاشتراكية في مدينة نيويورك 1900-1933». كتبت فيها: «لقد استنفد الحزب الاشتراكي نفسه إلى الأبد من خلال نزاعاته الداخلية. إن القصة حزينة ولكنها أيضاً عبرة لأولئك الذين - بعد أكثر من نصف قرن على سقوط الاشتراكية - لا يزالون يرغبون في تغيير أمريكا». قال ويلنتز لاحقاً إن كاغان لم تقصد الدفاع عن الاشتراكية، بل إنها كانت مهتمة بها، ودراسة شيء ما لا يعني تأييده بالضرورة.
عملت كاغان خلال دراستها كرئيسة تحرير صحيفة ديلي برينستونيان بالاشتراك مع ثمانية طلاب آخرين، وشاركت في «الحملة من أجل جامعة ديمقراطية»، ودعت إلى «إعادة هيكلة أساسية لحوكمة الجامعات» وأدانت إدارة برينستون لاتخاذها قرارات خلف الأبواب المغلقة دون مشاركة الطلاب. تجنبت كاغان السياسة في تعاملاتها مع زملائها المراسلين على الرغم من النبرة الليبرالية في افتتاحيات الديلي برينستونيان. قال زميلها في صحيفة ديلي برنستون ستيفن بيرنشتاين إنه لا يمكنه تذكر الوقت الذي عبرت فيه كاغان عن آرائها السياسية، ووصف مواقف كاغان السياسية بأنها نوع من التقاليد الليبرالية والديمقراطية والتقدمية.
حصلت كاغان في عام 1980 على منحة دانيال ساكس من جامعة برنستون، وكانت واحدة من أعلى الجوائز العامة التي تمنحها الجامعة، ما مكنها من الدراسة في كلية ووستر، أكسفورد. كتبت كاغان أطروحة بعنوان «دراسة في الطريقة القضائية الأمريكية» وحصلت على درجة الماجستير في السياسة من جامعة أكسفورد عام 1983.
التحقت كاغان في عام 1983 وهي بعمر 23 بكلية الحقوق بجامعة هارفارد. حصلت على أسوأ الدرجات في مسيرتها المهنية في كلية الحقوق في الفصل الدراسي الأول، لكنها حصلت فيما بعد على درجة A في 17 من أصل 21 امتحان قدمته في جامعة هارفارد. دخلت كاغان العمل القانوني بصفتها مساعداً في مكتب المحاماة في شركة فرايد وفرانك وهاريس وشريفر وجاكوبسون، وهي شركة تابعة لوول ستريت في نيويورك. حصلت كاغان في عام 1986 على درجة الدكتوراه في القانون بامتياز مع مرتبة الشرف من كلية الحقوق بجامعة هارفارد. يتذكر صديقها جيفري توبين أن كاغان برزت منذ البداية كطالبة ذات قدرات عقلية هائلة، فهي تجيد التعامل مع الناس، ففي تلك الفترة كانت كلية الحقوق مكاناً مشحوناً سياسياً ومنقسماً، لكنها فازت باحترام الجميع.

## عملها المبكر
عملت كاغان في عام 1987 كاتبة قانونية للقاضي أبنر ميكفا في محكمة الاستئناف الأمريكية لدائرة مقاطعة كولومبيا، وأصبحت واحدة من كتبة ميكفا المفضلين، وفي عام 1988 عملت كاتبة للقاضي ثورغود مارشال من المحكمة العليا الأمريكية. قال مارشال لاحقاً إنه استعان بكاغان لمساعدته في إعادة الحماس إلى آرائه حيث كانت المحكمة تمر بنمط محافظ منذ أن أصبح ويليام رينكويست رئيسًا للقضاة في عام 1986.
دخلت كاغان بعد ذلك إلى مكتب خاص كشريك في مكتب المحاماة ويليامز وكونولي بواشنطن العاصمة، وخلال الفترة القصيرة التي أمضتها في الشركة تولت خمس دعاوى قضائية تضمنت التعديل الأول أو قضايا قانون الإعلام وقضايا تشهير.
أصبحت كاغان في عام 1991 أستاذة مساعدة في كلية الحقوق بجامعة شيكاغو، وأثناء وجودها هناك قابلت باراك أوباما لأول مرة عندما كان محاضراً زائراً في الجامعة.

## روابط خارجية
- إيلينا كاغان على موقع الموسوعة البريطانية (الإنجليزية)
- إيلينا كاغان على موقع مونزينجر (الألمانية)
- إيلينا كاغان على موقع إن إن دي بي (الإنجليزية)